# أماني كمال
أماني كمال (19 مارس 1990 -)، ممثلة مصرية.

## عن حياتها
ولدت في 19 مارس 1990 في الإسكندرية، و درست الحقوق قبل أن تدخل مجال الإعلانات.

### مسيرتها الفنية
بدأت التمثيل منذ 2009 في فيلم العالمي، ثم برزت في دور كريمة في مسلسل كفر دلهاب، و شيري في مسلسل أبو العروسة.

## أعمالها

### مسلسلات
| - حكايات بنات ج1: (2012) - قشطة وعسل: (2013) - الشك: (2013) - سرايا عابدين ج1: (2014) فلك - دكتور أمراض نسا: (2014) يارا - جبل الحلال: (2014) - السيدة الأولى: (2014) - يا أنا يا إنتي: (2015) - من الجاني؟: (2015) - حق ميت: (2015) مروة | - البيوت أسرار: (2015) - ليالي الحلمية ج6: (2016) - كفر دلهاب: (2016) كريمة - طاقة نور: (2017) دينا - اللهم إني صائم: (2017) مايسة - اختيار إجباري: (2017) ديدي رماح - أبو العروسة: (2017) شيري - كلبش 3: (2019) هايدي - حواديت الشانزليزيه: (2019) ريتا - حب عمري: (2020) مها الغزالي |

### أفلام
| - العالمي: (2009) - تلك الأيام: (2010) - هاتولي راجل: (2013) منال - القشاش: (2013) زوبه - جوازة ميري: (2014) هنا - شد أجزاء: (2015) - خطة بديلة: (2015) - أخلاق العبيد: (2017) سماح عنتر |

## روابط خارجية
- أماني كمال على موقع IMDb (الإنجليزية)
- أماني كمال على موقع الدهليز
- أماني كمال على موقع قاعدة بيانات الأفلام العربية